# Wanbaoshan (köpinghuvudort i Kina, Heilongjiang Sheng, lat 46,39, long 125,20)
Wanbaoshan (kinesiska: 万宝山, 万宝山镇) är en köpinghuvudort i Kina. Den ligger i provinsen Heilongjiang, i den nordöstra delen av landet, omkring 130 kilometer nordväst om provinshuvudstaden Harbin. Antalet invånare är 28 676. Befolkningen består av 13 825 kvinnor och 14 851 män. Barn under 15 år utgör 12,0 %, vuxna 15-64 år 80 %, och äldre över 65 år 6,0 %.
Runt Wanbaoshan är det ganska tätbefolkat, med 120 invånare per kvadratkilometer. Närmaste större samhälle är Anda, 8,5 km öster om Wanbaoshan. Trakten runt Wanbaoshan består i huvudsak av gräsmarker.
Genomsnittlig årsnederbörd är 739 millimeter. Den regnigaste månaden är juli, med i genomsnitt 211 mm nederbörd, och den torraste är januari, med 4 mm nederbörd.